# Tweede Kamerverkiezingen in het kiesdistrict Maastricht (1850-1888)
Tweede Kamerverkiezingen in het kiesdistrict Maastricht (1850-1888) geeft een overzicht van verkiezingen voor de Nederlandse Tweede Kamer in het kiesdistrict Maastricht in de periode 1850-1888.
Het kiesdistrict Maastricht was al ingesteld in 1848. De indeling van het kiesdistrict werd in 1850 gewijzigd bij de invoering van de Kieswet. Tot het kiesdistrict behoorden vanaf dat moment de volgende gemeenten: Amby, Beek, Bemelen, 
Berg en Terblijt, Bocholtz, Borgharen, Brunssum, Bunde,  Cadier en Keer, Eijgelshoven, Eijsden, Elsloo, Geulle, Gronsveld, Gulpen, 
Heer, Heerlen, Hoensbroek, Houthem, Hulsberg, Itteren, Kerkrade, Klimmen, Maastricht, Margraten, Meerssen, Merkelbeek, Mesch, Mheer, Nieuwenhagen, Noorbeek, Nuth, Oud-Valkenburg, Oud-Vroenhoven, Rijckholt, Rimburg, Schaesberg, Schimmert, Schin op Geul, Schinveld, Simpelveld, Sint Geertruid, Sint Pieter, Slenaken, Spaubeek, Stein, Strucht, Ubach over Worms, Ulestraten, Vaals, Valkenburg, Voerendaal, Wijlre, Wijnandsrade en Wittem.
In 1869 werd de indeling van het kiesdistrict gewijzigd. De gemeenten Brunssum, Elsloo, Hoensbroek, Merkelbeek, Nuth, Schinveld, Spaubeek en Stein werden toegevoegd aan het kiesdistrict Roermond.
In 1878 werd de indeling van het kiesdistrict wederom gewijzigd. De gemeenten Geulle, Schimmert en Wijnandsrade werden toegevoegd aan het kiesdistrict Roermond.
Het kiesdistrict Maastricht was in deze periode een meervoudig kiesdistrict: het vaardigde twee leden af naar de Tweede Kamer. Om de twee jaar trad een van de leden af; er werd dan een periodieke verkiezing gehouden voor de vrijgevallen zetel. Bij algemene verkiezingen (na ontbinding van de Tweede Kamer) bracht elke kiezer twee stemmen uit. Om in de eerste verkiezingsronde gekozen te worden moest een kandidaat minimaal de districtskiesdrempel behalen; indien nodig werd een tweede ronde gehouden.
Legenda
- cursief: in de eerste verkiezingsronde geplaatst voor de tweede ronde;
- vet: gekozen als lid van de Tweede Kamer.

## 27 augustus 1850
De verkiezingen waren algemene verkiezingen; zij werden gehouden na ontbinding van de Tweede Kamer na inwerkingtreding van de Kieswet.
|                             | 27 augustus |
| --------------------------- | ----------- |
| Kiesgerechtigden            | 1.875       |
| Opkomst                     | 1.351       |
| Geldige stemmen             | 2.622       |
| Blanco stemmen              | 35          |
| Kiesdrempel                 | 656         |
| Kandidaten                  |             |
| C. de Limpens               | 731         |
| E.J.H. Borret               | 719         |
| L.L.G.M. de Villers de Pité | 553         |
| A. Roberti                  | 464         |
| J. Kerkhofs                 | 113         |

## 8 juni 1852
De verkiezingen waren periodieke verkiezingen; zij werden gehouden vanwege de afloop van de zittingstermijn van een gekozen lid.
|                             | 8 juni |
| --------------------------- | ------ |
| Kiesgerechtigden            | 1.769  |
| Opkomst                     | 862    |
| Geldige stemmen             | 826    |
| Blanco stemmen              | 30     |
| Kandidaten                  |        |
| P.F.E. van Wintershoven     | 441    |
| E.J.H. Borret               | 237    |
| L.L.G.M. de Villers de Pité | 131    |

## 17 mei 1853
De verkiezingen waren algemene verkiezingen; zij werden gehouden na ontbinding van de Tweede Kamer.
|                                | 17 mei |
| ------------------------------ | ------ |
| Kiesgerechtigden               | 1.829  |
| Opkomst                        | 1.043  |
| Geldige stemmen                | 2.015  |
| Blanco stemmen                 | 59     |
| Kiesdrempel                    | 504    |
| Kandidaten                     |        |
| J.R. Thorbecke                 | 808    |
| P.F.E. van Wintershoven        | 748    |
| M.P.H. Strens                  | 244    |
| E.J.H. Borret                  | 51     |
| O. van Ansenbourg van Neubourg | 44     |
| van Geusau                     | 36     |

## 13 juni 1854
De verkiezingen waren periodieke verkiezingen; zij werden gehouden vanwege de afloop van de zittingstermijn van een gekozen lid.
|                         | 13 juni |
| ----------------------- | ------- |
| Kiesgerechtigden        | 1.829   |
| Opkomst                 | 592     |
| Geldige stemmen         | 527     |
| Blanco stemmen          | 59      |
| Kandidaten              |         |
| P.F.E. van Wintershoven | 507     |

## 3 april 1855
Edmond van Wintershoven, gekozen bij de verkiezingen van 13 juni 1854, trad op 13 maart 1855 af vanwege gezondheidsredenen. Om in de ontstane vacature te voorzien werd een tussentijdse verkiezing gehouden.
|                   | 3 april | 17 april |
| ----------------- | ------- | -------- |
| Kiesgerechtigden  | 1.829   | 1.829    |
| Opkomst           | 955     | 1.008    |
| Geldige stemmen   | 937     | 993      |
| Blanco stemmen    | 13      | 15       |
| Kandidaten        |         |          |
| C. de Limpens     | 450     | 628      |
| L. Wenmaekers     | 195     | 334      |
| E. Sassen         | 195     | [ 9 ]    |
| J. Kerkhoffs      | 161     |          |
| L. van der Maesen | 28      |          |

## 10 juni 1856
De verkiezingen waren periodieke verkiezingen; zij werden gehouden vanwege de afloop van de zittingstermijn van een gekozen lid.
|                  | 10 juni |
| ---------------- | ------- |
| Kiesgerechtigden | 1.945   |
| Opkomst          | 841     |
| Geldige stemmen  | 823     |
| Blanco stemmen   | 16      |
| Kandidaten       |         |
| J.R. Thorbecke   | 803     |

## 17 juli 1856
Johan Rudolph Thorbecke was bij de verkiezingen van 10 juni 1856 gekozen in twee kiesdistricten, Deventer en Maastricht; hij opteerde voor Deventer. Als gevolg hiervan werd in Maastricht een naverkiezing gehouden. 
|                         | 17 juli |
| ----------------------- | ------- |
| Kiesgerechtigden        | 1.945   |
| Opkomst                 | 1.233   |
| Geldige stemmen         | 1.213   |
| Blanco stemmen          | 19      |
| Kandidaten              |         |
| P.F.E. van Wintershoven | 731     |
| E. Kerens van Wolfrath  | 470     |

## 8 juni 1858
De verkiezingen waren periodieke verkiezingen; zij werden gehouden vanwege de afloop van de zittingstermijn van een gekozen lid.
|                                      | 8 juni |
| ------------------------------------ | ------ |
| Kiesgerechtigden                     | 1.946  |
| Opkomst                              | 981    |
| Geldige stemmen                      | 856    |
| Blanco stemmen                       | 115    |
| Kandidaten                           |        |
| C.A. de Bieberstein Rogalla Zawadsky | 820    |

## 12 juni 1860
De verkiezingen waren periodieke verkiezingen; zij werden gehouden vanwege de afloop van de zittingstermijn van een gekozen lid.
|                         | 12 juni |
| ----------------------- | ------- |
| Kiesgerechtigden        | 2.013   |
| Opkomst                 | 815     |
| Geldige stemmen         | 786     |
| Blanco stemmen          | 20      |
| Kandidaten              |         |
| P.F.E. van Wintershoven | 780     |

## 10 juni 1862
De verkiezingen waren periodieke verkiezingen; zij werden gehouden vanwege de afloop van de zittingstermijn van een gekozen lid.
|                                      | 10 juni |
| ------------------------------------ | ------- |
| Kiesgerechtigden                     | 2.077   |
| Opkomst                              | 960     |
| Geldige stemmen                      | 917     |
| Blanco stemmen                       | 38      |
| Kandidaten                           |         |
| C.A. de Bieberstein Rogalla Zawadsky | 902     |

## 14 juni 1864
De verkiezingen waren periodieke verkiezingen; zij werden gehouden vanwege de afloop van de zittingstermijn van een gekozen lid.
|                                 | 14 juni |
| ------------------------------- | ------- |
| Kiesgerechtigden                | 2.191   |
| Opkomst                         | 1.557   |
| Geldige stemmen                 | 1.522   |
| Blanco stemmen                  | 28      |
| Kandidaten                      |         |
| P.T. van der Maesen de Sombreff | 1.257   |
| P.F.E. van Wintershoven         | 252     |

## 12 december 1865
Paul van der Maesen de Sombreff, gekozen bij de verkiezingen van 14 juni 1864, trad op 25 november 1865 af vanwege zijn bemoeienis met de Limburgse brievenaffaire. Om in de ontstane vacature te voorzien werd een tussentijdse verkiezing gehouden.
|                                 | 12 december |
| ------------------------------- | ----------- |
| Kiesgerechtigden                | 2.389       |
| Opkomst                         | 1.639       |
| Geldige stemmen                 | 1.608       |
| Blanco stemmen                  | 30          |
| Kandidaten                      |             |
| P.T. van der Maesen de Sombreff | 1.033       |
| M. Merkelbach                   | 444         |
| W.J. Knoop                      | 124         |

## 12 juni 1866
De verkiezingen waren periodieke verkiezingen; zij werden gehouden vanwege de afloop van de zittingstermijn van een gekozen lid.
|                                      | 12 juni |
| ------------------------------------ | ------- |
| Kiesgerechtigden                     | 2.389   |
| Opkomst                              | 1.073   |
| Geldige stemmen                      | 1.039   |
| Blanco stemmen                       | 25      |
| Kandidaten                           |         |
| C.A. de Bieberstein Rogalla Zawadsky | 1.021   |

## 30 oktober 1866
De verkiezingen waren algemene verkiezingen; zij werden gehouden na ontbinding van de Tweede Kamer.
|                                      | 30 oktober |
| ------------------------------------ | ---------- |
| Kiesgerechtigden                     | 2.389      |
| Opkomst                              | 1.758      |
| Geldige stemmen                      | 2.912      |
| Blanco stemmen                       | 566        |
| Kiesdrempel                          | 728        |
| Kandidaten                           |            |
| C.A. de Bieberstein Rogalla Zawadsky | 990        |
| P.T. van der Maesen de Sombreff      | 921        |
| H.J. Brouwers                        | 892        |
| W.J. Knoop                           | 35         |

## 22 januari 1868
De verkiezingen waren algemene verkiezingen; zij werden gehouden na ontbinding van de Tweede Kamer.
|                                      | 22 januari |
| ------------------------------------ | ---------- |
| Kiesgerechtigden                     | 2.655      |
| Opkomst                              | 2.080      |
| Geldige stemmen                      | 4.047      |
| Blanco stemmen                       | 95         |
| Kiesdrempel                          | 1.012      |
| Kandidaten                           |            |
| P.T. van der Maesen de Sombreff      | 1.151      |
| C.A. de Bieberstein Rogalla Zawadsky | 1.113      |
| H.J. Brouwers                        | 991        |
| L.H. Wenmaekers                      | 762        |

## 8 juni 1869
De verkiezingen waren periodieke verkiezingen; zij werden gehouden vanwege de afloop van de zittingstermijn van een gekozen lid.
|                                 | 8 juni |
| ------------------------------- | ------ |
| Kiesgerechtigden                | 2.472  |
| Opkomst                         | 1.144  |
| Geldige stemmen                 | 1.097  |
| Blanco stemmen                  | 48     |
| Kandidaten                      |        |
| P.T. van der Maesen de Sombreff | 1.005  |
| E. Kermans                      | 42     |

## 13 juni 1871
De verkiezingen waren periodieke verkiezingen; zij werden gehouden vanwege de afloop van de zittingstermijn van een gekozen lid.
|                                      | 13 juni |
| ------------------------------------ | ------- |
| Kiesgerechtigden                     | 2.465   |
| Opkomst                              | 1.123   |
| Geldige stemmen                      | 1.070   |
| Blanco stemmen                       | 48      |
| Kandidaten                           |         |
| C.A. de Bieberstein Rogalla Zawadsky | 927     |
| M. Pieters                           | 125     |

## 10 juni 1873
De verkiezingen waren periodieke verkiezingen; zij werden gehouden vanwege de afloop van de zittingstermijn van een gekozen lid.
|                                 | 10 juni |
| ------------------------------- | ------- |
| Kiesgerechtigden                | 2.448   |
| Opkomst                         | 1.819   |
| Geldige stemmen                 | 1.793   |
| Blanco stemmen                  | 12      |
| Kandidaten                      |         |
| G.E.F.X.M. Kerens de Wylré      | 1.133   |
| P.T. van der Maesen de Sombreff | 653     |

## 8 juni 1875
De verkiezingen waren periodieke verkiezingen; zij werden gehouden vanwege de afloop van de zittingstermijn van een gekozen lid.
|                                      | 8 juni |
| ------------------------------------ | ------ |
| Kiesgerechtigden                     | 2.405  |
| Opkomst                              | 1.108  |
| Geldige stemmen                      | 1.060  |
| Blanco stemmen                       | 39     |
| Kandidaten                           |        |
| C.A. de Bieberstein Rogalla Zawadsky | 1.008  |

## 12 juni 1877
De verkiezingen waren periodieke verkiezingen; zij werden gehouden vanwege de afloop van de zittingstermijn van een gekozen lid.
|                                 | 12 juni |
| ------------------------------- | ------- |
| Kiesgerechtigden                | 2.537   |
| Opkomst                         | 1.817   |
| Geldige stemmen                 | 1.791   |
| Blanco stemmen                  | 23      |
| Kandidaten                      |         |
| G.E.F.X.M. Kerens de Wylré      | 1.105   |
| P.T. van der Maesen de Sombreff | 682     |

## 10 juni 1879
De verkiezingen waren periodieke verkiezingen; zij werden gehouden vanwege de afloop van de zittingstermijn van een gekozen lid.
|                                      | 10 juni |
| ------------------------------------ | ------- |
| Kiesgerechtigden                     | 2.560   |
| Opkomst                              | 1.177   |
| Geldige stemmen                      | 1.129   |
| Blanco stemmen                       | 43      |
| Kandidaten                           |         |
| C.A. de Bieberstein Rogalla Zawadsky | 1.096   |

## 3 februari 1880
Guillaume Kerens de Wylré, gekozen bij de verkiezingen van 12 juni 1877, overleed op 5 januari 1880. Om in de ontstane vacature te voorzien werd een tussentijdse verkiezing gehouden.
|                  | 3 februari |
| ---------------- | ---------- |
| Kiesgerechtigden | 2.560      |
| Opkomst          | 2.017      |
| Geldige stemmen  | 1.975      |
| Blanco stemmen   | 38         |
| Kandidaten       |            |
| M.V. Nyst        | 1.053      |
| A.L.E. Roberti   | 917        |

## 23 november 1880
Charles de Bieberstein Rogalla Zawadsky, gekozen bij de verkiezingen van 10 juni 1879, overleed op 21 oktober 1880. Om in de ontstane vacature te voorzien werd een tussentijdse verkiezing gehouden.
|                                | 23 november |
| ------------------------------ | ----------- |
| Kiesgerechtigden               | 2.583       |
| Opkomst                        | 1.668       |
| Geldige stemmen                | 1.625       |
| Blanco stemmen                 | 29          |
| Kandidaten                     |             |
| G.L.M.H. Ruijs de Beerenbrouck | 1.199       |
| F. van Pelser Berensberg       | 384         |

## 14 juni 1881
De verkiezingen waren periodieke verkiezingen; zij werden gehouden vanwege de afloop van de zittingstermijn van een gekozen lid.
|                  | 14 juni |
| ---------------- | ------- |
| Kiesgerechtigden | 2.657   |
| Opkomst          | 1.295   |
| Geldige stemmen  | 1.246   |
| Blanco stemmen   | 50      |
| Kandidaten       |         |
| M.V. Nyst        | 962     |
| A.L.E. Roberti   | 235     |

## 18 juli 1882
Victor Nyst, gekozen bij de verkiezingen van 14 juni 1881, overleed op 24 juni 1882. Om in de ontstane vacature te voorzien werd een tussentijdse verkiezing gehouden.
|                  | 18 juli |
| ---------------- | ------- |
| Kiesgerechtigden | 2.717   |
| Opkomst          | 2.074   |
| Geldige stemmen  | 2.022   |
| Blanco stemmen   | 47      |
| Kandidaten       |         |
| W.G. Straetmans  | 1.490   |
| J. Magnee        | 523     |

## 12 juni 1883
De verkiezingen waren periodieke verkiezingen; zij werden gehouden vanwege de afloop van de zittingstermijn van een gekozen lid.
|                                | 12 juni |
| ------------------------------ | ------- |
| Kiesgerechtigden               | 2.720   |
| Opkomst                        | 976     |
| Geldige stemmen                | 926     |
| Blanco stemmen                 | 46      |
| Kandidaten                     |         |
| G.L.M.H. Ruijs de Beerenbrouck | 896     |

## 28 oktober 1884
De verkiezingen waren algemene verkiezingen; zij werden gehouden na ontbinding van de Tweede Kamer.
|                                | 28 oktober |
| ------------------------------ | ---------- |
| Kiesgerechtigden               | 2.675      |
| Opkomst                        | 1.210      |
| Geldige stemmen                | 2.113      |
| Blanco stemmen                 | 303        |
| Kiesdrempel                    | 528        |
| Kandidaten                     |            |
| W.G. Straetmans                | 1.026      |
| G.L.M.H. Ruijs de Beerenbrouck | 1.024      |
| R. Quaedvlieg                  | 28         |

## 9 februari 1886
Wynandus Straetmans, gekozen bij de verkiezingen van 28 oktober 1884, trad op 15 januari 1886 af vanwege gezondheidsredenen. Om in de ontstane vacature te voorzien werd een tussentijdse verkiezing gehouden.
|                       | 9 februari |
| --------------------- | ---------- |
| Kiesgerechtigden      | 2.700      |
| Opkomst               | 1.296      |
| Geldige stemmen       | 1.237      |
| Blanco stemmen        | 56         |
| Kandidaten            |            |
| L.F.H.C. Ruland       | 742        |
| J. Kleuters           | 344        |
| J.H.J. Schreinemacher | 97         |

## 15 juni 1886
De verkiezingen waren algemene verkiezingen; zij werden gehouden na ontbinding van de Tweede Kamer.
|                                         | 15 juni |
| --------------------------------------- | ------- |
| Kiesgerechtigden                        | 2.816   |
| Opkomst                                 | 2.131   |
| Geldige stemmen                         | 4.130   |
| Blanco stemmen                          | 132     |
| Kiesdrempel                             | 1.033   |
| Kandidaten                              |         |
| G.L.M.H. Ruijs de Beerenbrouck          | 1.779   |
| L.F.H.C. Ruland                         | 1.694   |
| F.H.J. van Bieberstein Rogalla Zawadsky | 350     |
| J.H. Menten                             | 287     |

## 1 september 1887
De verkiezingen waren algemene verkiezingen; zij werden gehouden na ontbinding van de Tweede Kamer.
|                                | 1 september |
| ------------------------------ | ----------- |
| Kiesgerechtigden               | 2.860       |
| Opkomst                        | 1.238       |
| Geldige stemmen                | 2.416       |
| Blanco stemmen                 | 60          |
| Kiesdrempel                    | 604         |
| Kandidaten                     |             |
| G.L.M.H. Ruijs de Beerenbrouck | 1.104       |
| L.F.H.C. Ruland                | 1.036       |
| H. Goeman Borgesius            | 83          |
| A. Kerdijk                     | 81          |
| J.A. Reynen                    | 34          |

## 17 januari 1888
Gustave Ruijs de Beerenbrouck, gekozen bij de verkiezingen van 1 september 1887, trad op 23 december 1887 af vanwege zijn benoeming als vicepresident van de arrondissementsrechtbank te Maastricht. Om in de ontstane vacature te voorzien werd een tussentijdse verkiezing gehouden.
|                                | 17 januari |
| ------------------------------ | ---------- |
| Kiesgerechtigden               | 2.860      |
| Opkomst                        | 960        |
| Geldige stemmen                | 935        |
| Blanco stemmen                 | 23         |
| Kandidaten                     |            |
| G.L.M.H. Ruijs de Beerenbrouck | 905        |

## Voortzetting
Na de grondwetsherziening van 1887 werden de meervoudige kiesdistricten opgeheven; het kiesdistrict Maastricht werd derhalve omgezet in een enkelvoudig kiesdistrict. De gemeenten Bemelen, Berg en Terblijt, Bocholtz, Cadier en Keer, Gulpen, Heerlen, Houthem, Kerkrade, Klimmen, Margraten, Mesch, Mheer, Noorbeek, Oud-Valkenburg, Rijckholt, Schaesberg, Schin op Geul, Simpelveld, Sint Geertruid, Slenaken, Vaals, Valkenburg, Voerendaal, Wijlre en Wittem werden toegevoegd aan het kiesdistrict Gulpen en de gemeenten Beek, Borgharen, Bunde, Eijgelshoven, Hulsberg, Itteren, Nieuwenhagen, Ubach over Worms en Ulestraten aan het kiesdistrict Sittard.